# Кентон Вејл (Кентаки)
Кентон Вејл (енгл. Kenton Vale) град је у америчкој савезној држави Кентаки.

## Демографија
По попису из 2010. године број становника је 110, што је 46 (-29,5%) становника мање него 2000. године.
| Група             | 2000.        | 2010.       |
| Белци             | 156 (100,0%) | 101 (91,8%) |
| Афроамериканци    | 0 (0,0%)     | 0 (0,0%)    |
| Азијати           | 0 (0,0%)     | 0 (0,0%)    |
| Хиспаноамериканци | 0 (0,0%)     | 8 (7,3%)    |
| Укупно            | 156          | 110         |